# Клинт Сёренсен, Анна
Анна Клинт Сёренсен (дат. Anna Klindt Sørensen; 9 августа 1899—28 июля 1985) — датская художница и иллюстратор. Она имела репутацию сильной, уверенной в себе женщины, писавшей в духе французского экспрессионизма, но с оглядкой на свои собственные реалии в Дании.

## Биография
Анна Клинт Сёренсен родилась в городе Рю в центральной Ютландии в богатое семье, владевшей большим поместьем. Она брала частные уроки живописи на дому у пейзажиста Паулины Томсен, ученицы Вильхельма Кюна. После учёбы в Силькеборге и в народной средней школе Аскова она поступила в школу Альбертины Везенберг в Копенгагене, где обучалась украшению фарфора, но вскоре ушла оттуда, чтобы сосредоточиться на живописи. В 1918 года Сёренсен написала картину «Вид на разрушающийся монастырь» (дат. Udsigt over Øm Kloster, 1918) в натуралистическом стиле, подобном стилю Томсен. После короткого периода обучения в ещё одной народной средней школе Борупс, она поступила в Датскую королевскую академию изящных искусств, где её наставником был Вигго Брант. Сёренсен провела в Академии всего три семестра (1919-20), так как была недовольна подходом Вальдемара Ирмингера к современному искусству. Взамен этого в 1923 году она отправилась в Париж, где училась у Марселя Громера, Фернана Леже и Андре Лота, приобретя хороший базис для создания своих экспрессионистских работ. В 1935 году Сёренсен вернулась в Данию, чтобы провести ещё один год в Академии, на этот раз изучая скульптуру под руководством Эйнара Утзона-Франка. В 1936 году она демонстрировала свои скульптуры, живопись, декорированное стекло и тканевые работы на частной выставке в Орхусе.
Во время Второй мировой войны она отправилась на остров Борнхольм, где вместе с Ольгой Лау, Эббой Шоу, Эллен Фишер и Астой Ринг-Шульц образовала женскую колонию художников. Впоследствии она делила своё время между Копенгагеном и своим родным городом в Ютландии, где писала тёплые пейзажи Дьюрсланда и Рю в дополнение к экзотическим сценам зарубежных стран. Её портреты выражали персональную жизненную силу своих героев, что можно отметить в портретах художников Хольгера Йенсена (1939) и Йеппе Вонтиллиуса (1944) и, прежде всего, в портретах её матери.
Анна Клинт Сёренсен умерла в Рю 28 июля 1985 года. Её работы выставляются по всей Дании.

## Награды
В 1963 году Анна Клинт Сёренсен была удостоена медали Эккерсберга, а в 1976 году — медали Торвальдсена.